# 피아제의 인지 발달론

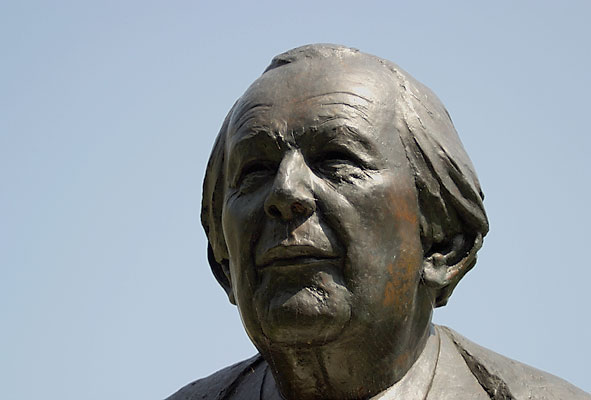
장 피아제의 흉상

인지 발달론(認知發達理論, Theory of cognitive development)은 인간의 인지 발달을 유기체와 환경의 상호작용으로 파악한 피아제의 이론이며, 심리학의 인지이론에 있어서 영향력 있는 이론이다. 비고츠키와 유사성도 있으며 그들에 의하면 대부분 부모가 자식을 대충 교육하기 때문에 자식들은 부모의 도움이 없이도 스스로 복잡한 세상을 학습하여 이해할 수 있는 인지력을 선천적으로 가지고 있으며 알아서 발달시키게 된다.
피아제는 심리학자이면서 생물학자였다. 따라서 그의 이론은 생물학과 인식론에 그 뿌리를 두게 되는데, 여기서 인식론은 인간이 발생학적으로 인식하는 존재로 타고난다는 것이다. 인지 발달론 또한 생물학과 인식론에 그 뿌리를 두고 인간의 지적 능력은 유기체가 환경에 적응해 가는 것이라고 주장하였다.
피아제는 한 사람의 아동기가 사람의 발달 과정에서 핵심적이고 중요한 역할을 기능한다고 생각했다. 그에게 인지 발달은 신체적 성숙과 환경적 경험으로부터 비롯되는 정신적 과정의 점진적 재조직이었다. 더 나아가 그는 인지 발달은 유기체로서의 인간의 핵심에 있으며 언어는 인지 발달을 통해 습득된 지식을 대변한다고 주장했다.
한편 알프레드 비네의 실험실에서 아동지능검사와 관련하여 일한바 있다고 알려져있다.

## 인지 발달론의 주요 개념
유기체가 환경에 적응한다는 말은 파란 신호일 때 길을 건너는 것, 구구단을 외우는 것 등을 말한다. 즉 인간의 지적 능력은 타고난 것이되, 그것이 주어진 환경에 적응하는 것이 인지의 발달이라는 것이다. 이것을 설명하기 위해 피아제는 도식과 적응이라는 개념을 설정했다.
- 도식(Schema) : 도식은 사물이나 사건에 대한 전체적인 윤곽을 말한다. 쉽게 말해 사고의 틀이라고 생각할 수 있다. 이는 유사한 환경 안에서, 반복에 의해 변화되고 일반화된 행동의 구조 또는 조직화를 의미한다.

예를 들어 5세 유아가 날아다니는 물체는 새라고 배웠다고 생각해 보자. 이를 통해 이 아이는 "날아다니는 물체는 새와 같다"는 도식을 보유하게 된다.
몇 가지의 도식은 인간이 탄생하기 이전부터 이미 가지고 있다. 예를 들면 빨기 도식이나 잡기 도식과 같은 것인데, 빨기 도식의 경우 그러나 그 기능면에서 변화된 것은 아니라서 적응의 과정을 통해 새로운 도식을 개발하고, 기존의 것을 변형시키면서 발전하게 된다.
- 적응 : 적응은 환경과의 직접적인 상호작용을 통해 도식이 변화하는 과정을 말한다. 두 가지의 상호보완적인 과정을 통해 이루어지는데, 바로 동화와 조절이라는 수단이다.

적응은 우리에게도, 또 동식물에게도 흔히 찾을 수 있다. 홍관조의 수컷은 선명한 붉은색인 반면에 암컷은 눈에 띄지 않게 엷은 갈색을 띠면서 종의 생존에 대한 위협을 줄인다. 이런 식으로 환경에 적응하는 것을 말하는데 인지적으로는 도식이 변화하는 것을 의미한다. 인간의 경우, 새로운 도식을 만들거나 기존의 도식을 변화시키는 것을 의미한다.
- 동화와 조절: 동화는 기존의 도식에 맞추어서 새로운 경험을 일반화하는 과정을 말한다. 쉽게 말해 새로운 경험을 기존에 가지고 있는 도식에 맞추어 보는 것을 의미하는데, 만약 새로운 경험이 기존의 도식에 맞는다면 유기체는 인지적으로 평형 상태가 된다.

위에서 날아다니는 모든 물체를 새라고 배운 아이는 날아다니는 비행기를 보면서도 새라고 부른다. 하지만 이 아이는 이것이 털도 없고, 날개도 펄럭이지 않는 등 기존에 알고 있던 새와는 다르다고 느끼게 되면서 불평형의 상태가 된다.
피아제에게 동화는 외부적 요소를 생활 또는 환경, 혹은 우리가 경험할 수 있던 것들의 구조에 통합하는 것을 의미했다. 동화는 사람이 새로운 정보를 인식하고 받아들이는 방법이고 새로운 정보를 기존의 인지 도식에 맞추는 과정이다. 새로운 경험에서의 동화는 기존의 개념에 맞추거나 조절하기 위해 재해석되며 동화는 사람들이 새롭거나 친숙하지 않은 정보에 직면하여 이를 이해하기 위해 이전에 학습한 정보를 언급하는 것이다.
조절은 만약 새로운 경험이 기존에 가지고 있던 도식에 맞지 않을 때, 유기체는 불평형의 상태를 겪게 되는데 이 상태에서 평형의 상태로 돌아가기 위해 기존에 가지고 있던 도식을 변경하거나 새롭게 만들게 되는 과정을 말한다.
불평형의 상태가 되었던 아이는 이제 새가 아니라고 결론짓고, 그것에 대해 새로운 이름을 만들어내게 된다. 이 과정을 조절이라고 한다. 혹은 누군가가 그것은 새가 아니라 비행기라고 일러 줄 수도 있다. 이런 과정을 조절이라고 하는데, 조절의 과정에서는 도식의 형태에 질적인 변화가 나타난다.
조절은 특정 환경에서 새 정보를 습득하는 과정이고 기존의 도식을 새 정보에 들어맞게 하기 위해 대체하는 것이다. 이는 기존의 도식(지식)이 작동하지 않을 때 발생하고 새 대상이나 상황을 처리하기 위해 변화되길 요구한다. 피아제는 사람의 두뇌는 평형화를 위한 진화를 통해 짜여졌다고 주장했는데 이는 궁극적으로 동화와 조절을 통한 내/외부적 과정에 의한 구조들에 영향을 미친다.
피아제는 동화와 조절은 동전의 양면과 같아 독단적으로 존재할 수 없다고 이해하였다. 하나의 대상을 기존의 정신 도식에 동화하기 위해 어느 정도 이 대상의 특징을 설명하고 조절해야 한다. 가령, 사과를 사과로 알게 되기(동화시키기) 위하여 그 대상의 외양에 집중(조절)해야 한다. 이를 위해 그 대상의 크기를 개략적으로 알아야 할 필요가 있다. 발달은 두 기능 사이의 평형화를 증대시킨다.
- 조직화 : 조직화는 유기체가 현재 가지고 있는 도식을 새롭고, 더욱 복잡한 도식으로 변화시키는 과정을 말한다. 즉 지금 가지고 있는 도식을 어떤 새롭고 복잡한 구조로 재구성하는 것이다.

아까 새와 비행기를 구분하게 되었던 아이는 이제 날아다니는 대상의 하위 범주로 새와 비행기를 조직하게 된다. 이런 식으로 조직화를 거듭함으로써 인지적인 발달이 이루어지는 것이다. 조직화는 인지적 발달의 핵심적인 요소이다.

## 인지 발달의 단계
피아제는 인간의 인지 발달은 네 단계를 통하게 되며, 질적으로 다른 이 단계들은 정해진 순서대로 진행되고 단계가 높아질수록 복잡성이 증가된다고 한다(Piaget,1954).

### (감각운동기(0-2세)
감각적 동작(Sensorimotor Stage)의 시기 : 출생 직후 ~ 2세
감각운동기에는 신생아의 단순한 반사들이 나타나는 출생에서 초기의 유아적 언어가 나타나고, 상징적 사고가 시작되는 2세 경에 끝난다. 이 단계에서 아동의 행동은 자극에 의해 반응하는 것에 불과한데, 이는 언어가 발달하기 이전의 단계이기 때문이다. 따라서 아동은 시각이나 청각 등의 감각과 운동기술을 사용해 외부 환경과 상호작용하게 된다.
이 시기의 가장 중요한 특징으로 대상영속성(Object permanence)을 보유하게 되는 것을 들 수 있다. 이는 대상이 보이지 않더라도 존재한다는 것을 알게 되는 것을 말한다. 초기의 아동은 어떤 대상이 눈 앞에서 사라지면 세상에서 없어지는 것으로 이해한다. 그러나 이 시기가 지나게 되면 눈 앞에서 사라져도 아예 없어지는 것은 아니라는 것을 이해하게 된다(8개월 무렵부터).
또 이 시기가 지나면 모방이나 기억이 가능한, 정신적 표상을 형성하게 되며 초기의 단순한 반사행동은 사라지고 점차 자신의 의도에 따라 계획된 목적행동으로 바뀌게 된다

### 전조작기(2 - 6,7세)
전조작기(Preoperational Stage)의 시기 : 2세 ~ 6, 7세
조작이란 어떤 논리적인 사고를 통해 조작하는 행위를 의미한다. 즉, 전조작기란 조작이 가능하지 않은 이전의 단계라는 의미이다. 이 시기에는 대략 언어를 사용하면서 자신이 내재적으로 가지고 있는 표상을 여러 형태의 상징으로 표현하게 된다. 전조작기 사고의 주요한 특징은 다음과 같이 요약할 수 있다.
- 상징적 사고 : 감각운동기까지의 인간은 자신의 행동이나 감각에 의존하여 생활한다. 그러나 감각운동기의 말기가 되면 점점 정신적 표상을 형성하기 시작한다. 여기서 정신적 표상은 언어의 발달이 가속화하는 특징이 있다. 전조작기 아동은 자신이 가지고 있는 표상들을 그림이나 언어 등의 형태로 표현한다.

가장 대표적인 것으로 가상놀이라는 것이 있는데, 소꿉놀이나 병원놀이와 같은 것으로 가상적인 사물과 상황을 실제 사물이나 상황처럼 상징하곤 한다.
- 자기중심적 사고(Egocentrism): 아이들은 남을 배려하지 못한다. 피아제는 그 원인을 자기중심적 사고에서 찾는다. 전조작기의 아이들은 타인의 생각, 감정, 지각, 관점 등이 자신과 동일하리라고 생각하는 특성을 가지게 되는데, 유명한 세 산 실험(three mountain problem)의 결과에서 그 내용을 찾을 수 있다.

아동들에게 비대칭적인 산 모양을 보여준 후, 아동이 앉아 있는 위치와는 다른 위치에서 관찰자가 그 광경을 보았을 때 무엇을 볼 것인가를 물어보았다. 일반적으로 3, 4세의 아동은 타인도 자기가 보았던 것을 볼 것이라고 예상한다. 이런 실험을 통해 타인의 시각에서 보는 조망을 추론할 수 있는 조망수용능력(Perspective Taking)을 가지고 있지 못하다는 것을 알 수 있다.
- 직관적 사고(Intuitive Thinking) : 크기, 모양, 색깔과 같은 한 가지 두드러진 속성에 근거하여 대상을 이해하려는 사고를 말한다. 즉, 지각적인 특성에만 의존하게 된다는 것인데 이러한 사고의 특성으로 전조작기 아동은 보존개념을 획득할 수 없게 된다.

예를 들어 A, B의 두 비커에 같은 양의 물을 담았다고 생각해 보자. A비커와 B비커는 모두 넓고 낮은 모양이므로 두 비커에 든 물의 양은 동일하다고 여긴다. 그러나 B비커의 물을 좁고 높은 모양의 C비커에 담는다면 물이 늘어났다고 여기게 된다. 즉, 눈에 보이는 모양만을 보고 물의 양을 판단하게 되는 직관적 사고가 나타나게 되는 것이다.
- 물활론적 사고 : 모든 사물에 모두 생명이 있다고 여기는 사고를 말한다.

- 인공론적 사고 : 모든 것을 사람이 만들었다고 생각하는 것과 나를 위해 만들어졌다고 생각하는 사고를 말한다.

### 구체적 조작기(7~11세)
concrete operational stage
- 보존 개념

보존 개념(conservation)이란, 모양이 넓은 같은 모양의 컵에 같은 양의 우유를 보여준 뒤, 한 컵의 우유를 모양이 다른 긴 컵에 부어도 긴 컵과 넓은 컵의 우유의 양은 같다는 것을 이해하는 것이다.
즉, 동일성, 보상, 역조작의 개념이 가능해지는 것이다.
또한 수의 개념에서도 달걀과 컵을 나란히 놓은 뒤 어느 것이 더 많으냐 하면 컵과 달걀의 수가 같다고 대답하지만
달걀이나 컵을 한쪽으로 모아놓으면 달걀과 컵의 수가 다르다고 생각했던 전조작기의 특성에서 벗어나게 된다.
전조작기 아동은 같은 양의 진흙으로 만든 두 개의 공을 보여준 뒤 아동 앞에서 하나를 핫도그처럼 길게 만들면 어느새 양이 달라졌다고 생각하지만 보존개념을 획득한 구체적 조작기에는 모양이 달라져도 그 양이나 수는 보존된다는 개념을 획득한다.
- 유목화 (classification process)[1]

같은 모양의 구슬을 보고 쇠구슬과 유리구슬을 구분할 수 있게 됨
- 서열화

연역적 사고가 가능하게 됨
- 관계화

분류,서열 등 집합적 관계에서뿐만아니라 공간적이거나 인과적인 관계를 이해하게 된다.

### 형식적 조작기(11, 12세 이후) 또는 추상적 조작기
Formal operational stage
- 가설적 사고

새로운 상황에 직면 했을 때 과거와 현재의 경험을 통해 가설적 상황을 설정하여 문제를 해결할 수 있게 된다.
- 과학적 사고

주어진 문제를 해결하기 위하여 사전에 일련의 계획을 세우고 체계적으로 시험하면서 해결책을 찾을 수 있게 된다.
- 추상적 사고

현실 상황에는 없는 여러 가지 추상적 개념을 이해할 수 있다. 현실에는 없는 개념도 상상하고 그려 볼 수 있는 능력을 갖추게 된다.
- 체계적 사고

자신과 다른사람이 이상적이라고 생각하는 것들에 대하여 생각할 수 있게 된다. 자신의 이상적인 기준에 따라 자신의 주장과 타인의 주장을 비교, 분석 할 수 있는 능력도 생긴다.
- 명제적 사고

현실 상황을 고려하지 않고도 언어적 진술에 의한 명제의 논리를 평가할 수 있다.
- 연역적 사고
- 결합적 분석
- 추상적 추론

## 사회문화적 발달
한편 이러한 맥락의 연대기적인 개인 연령수준에서의 인지 발달론 유형과는 대조적으로 피아제의 인지발달론이 다루지 못하는 인간 상호간의 섬세하고 협동적이라고 할 수 있는 사회적 문화 전달 측면에서 인지 발달을 다루는 레프 비고츠키의 사회문화이론이 언급되고있다.

## 같이 보기
- 근접 발달 영역(ZPD)
- 에릭 에릭슨
- 성심리 발전단계